# Infinity (альбом)
Infinity — четвёртый студийный альбом группы Journey, выпущен на лейбле Columbia Records 30 января 1978 года. Диск получил трижды платиновый статус в США и золотой в Канаде.

## История
В поисках более сильного вокалиста Journey ненадолго завербовали фронтмена Роберта Флайшмана и успели записать с ним один трек, «For You», который позднее появился на сборнике Journey «Time3» и сольном альбоме Флайшмана, «Perfect Stranger». В скором времени Роберта сменил Стив Перри, наиболее известный вокалист группы.
Перри и Шон записали первую совместную песню «Patiently», которая вышла на Infinity и сразу же приобрела популярность. «Lights» и «Wheel in the Sky» — также популярные композиции этой пластинки, два из наиболее знаменитых хитов группы.
Генри Герберт, менеджер Journey, пригласил продюсера Роя Томаса Бейкера для работы над альбомом Infinity. Рой Томас добавил звуку группы многогранности, сходной с той, которую он выработал вместе с Queen, и которую в полной мере можно услышать на треке «Winds of March». К тому же гармонические решения Бейкера стали визитной карточкой звучания группы. Рой предложил каждому вокалисту (Перри и Роули, иногда вместе с Шоном и Вэлори) петь каждую часть гармонии в унисон. Это придало вокальным партиям эффекта хора, и заметно на композициях «Feeling that Way» и «Anytime», которые регулярно крутились на радио.
Приглашение Перри в качестве вокалиста придало песням Journey солидности и помогло достичь высочайшей популярности. Infinity — последняя работа Эйнсли Данбара в Journey. Будучи недовольным новым стилем, который выбрала группа, а также не поладив со Стивом Перри, он уволился из Journey и присоединился к Jefferson Starship.

## Список композиций
1. «Lights» (Steve Perry, Neal Schon) — 3:10
2. «Feeling that Way» (Aynsley Dunbar, Perry, Gregg Rolie) — 3:27
3. «Anytime» (Robert Fleischman, Rolie, Schon, R. Silver, Ross Valory) — 3:28
4. «Lă Do Dā» (Perry, Schon) — 2:58
5. «Patiently» (Perry, Schon) — 3:20
6. «Wheel in the Sky» (Fleischman, Schon, Diane Valory) — 4:12
7. «Somethin’ to Hide» (Perry, Schon) — 3:26
8. «Winds of March» (N. Schon, M. Schon, Fleischman, Perry, Rolie) — 5:04
9. «Can Do» (Perry, Valory) — 2:39
10. «Opened the Door» (Perry, Rolie, Schon) — 4:34

## Участники записи
- Нил Шон — гитара, бэк-вокал
- Стив Перри — вокал
- Грегг Роули — клавишные, вокал
- Росс Вэлори — бас-гитара, бэк-вокал
- Эйнсли Данбар — ударные и перкуссия